# Râul Agrafiotis
Agrafiotis (în greacă Αγραφιώτης) este un râu din Grecia, cu obârșia în prefectura Euritania. Este afluent al lacului de acumulare Kremasta, drenat de râul Aheloos. Denumirea sa provine de la Agrafa, zona montană pe unde curge.